# Universal City (Texas)
Universal City és una població dels Estats Units a l'estat de Texas. Segons el cens del 2000 tenia 14.849 habitants.

## Demografia
Segons el cens del 2000, Universal City tenia 14.849 habitants, 5.995 habitatges, i 4.220 famílies. La densitat de població era de 1.014,7 habitants per km².
Dels 5.995 habitatges en un 31,4% hi vivien nens de menys de 18 anys, en un 55,3% hi vivien parelles casades, en un 11,4% dones solteres, i en un 29,6% no eren unitats familiars. En el 24,7% dels habitatges hi vivien persones soles el 6,7% de les quals corresponia a persones de 65 anys o més que vivien soles. El nombre mitjà de persones vivint en cada habitatge era de 2,47 i el nombre mitjà de persones que vivien en cada família era de 2,95.
Per edats la població es repartia de la següent manera: un 24,7% tenia menys de 18 anys, un 8,6% entre 18 i 24, un 29,3% entre 25 i 44, un 25,4% de 45 a 60 i un 12% 65 anys o més.
L'edat mediana era de 37 anys. Per cada 100 dones de 18 o més anys hi havia 92,9 homes.
La renda mediana per habitatge era de 50.501 $ i la renda mediana per família de 59.109 $. Els homes tenien una renda mediana de 35.762 $ mentre que les dones 26.755 $. La renda per capita de la població era de 23.189 $. Aproximadament el 5,9% de les famílies i el 7,7% de la població estaven per davall del llindar de pobresa.

## Poblacions més properes
El següent diagrama mostra les poblacions més properes.